# Belziger Landschaftswiesen
Die Belziger Landschaftswiesen bilden eine ausgedehnte, flache und heute fast waldfreie Niederungslandschaft im Südwesten Brandenburgs. Sie liegen vollständig innerhalb des Baruther Urstromtales. Das rund 7.600 Hektar umfassende siedlungsfreie Gebiet gehört zum Naturpark Hoher Fläming und ist seit dem 1. Juli 2005 mit einem Teil von rund 4.500 Hektar als Naturschutzgebiet ausgewiesen. Der Schutz dient der Erhaltung und Wiederherstellung eines in Brandenburg seltenen Durchströmungsmoores mit einem Netz naturnaher Bäche um den Fluss Plane. Neben der Förderung der biotopspezifischen Flora und Fauna liegt ein Schwerpunkt der Maßnahmen in der Weiterentwicklung eines der letzten deutschen Refugien für die Großtrappe. Historische Bedeutung kommt dem Landstrich insofern zu, als mitten durch die Wiesen bis 1815 die Grenze zwischen dem Kurfürstentum bzw. Königreich Sachsen und dem Königreich Preußen verlief.
Nach dem Oberspreewald nehmen die nach der Stadt Bad Belzig benannten Wiesen die zweitgrößte Fläche unter den geographischen Niederungslandschaften im Baruther Urstromtal ein, gefolgt vom Fiener Bruch, das sich nach Nordwesten bis hinein nach Sachsen-Anhalt erstreckt, und den Flemmingwiesen östlich der Talenge von Luckenwalde.

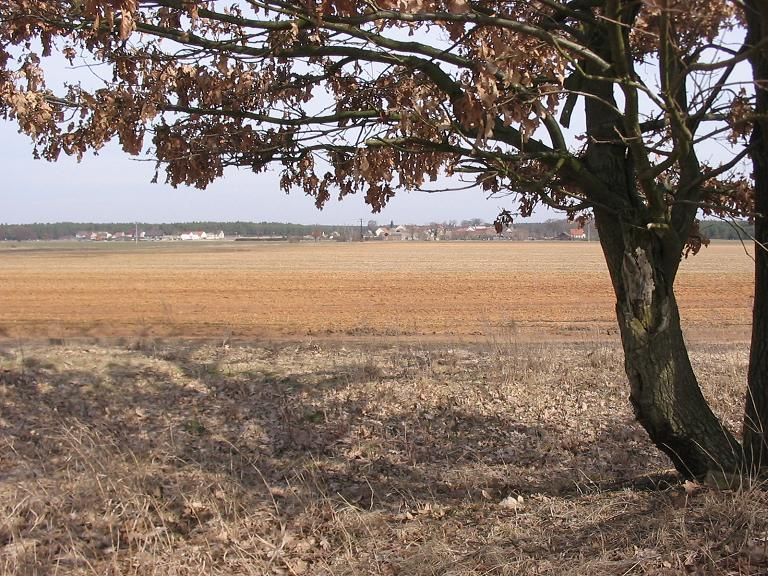
Blick von einer Randdüne nach Freienthal mit der Zauche im Hintergrund

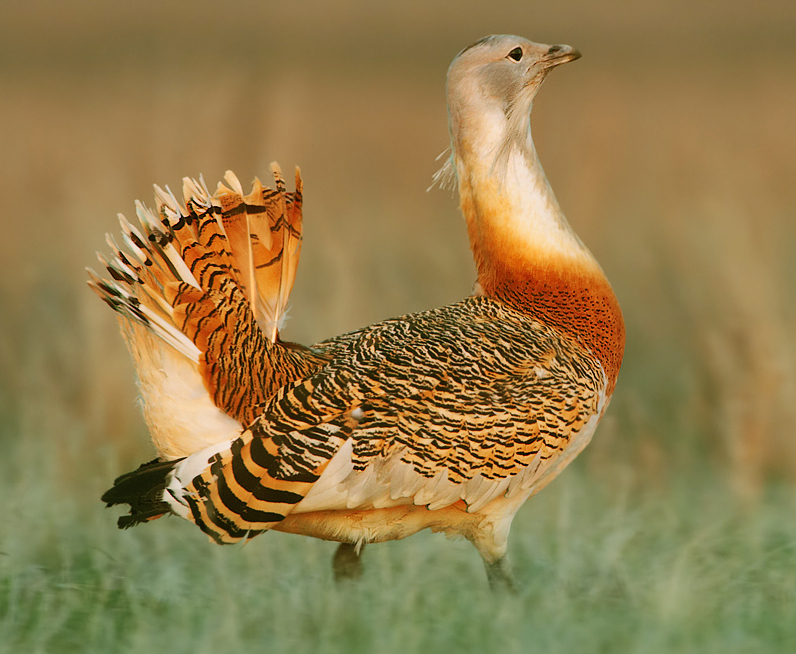
Männliche Großtrappe (Otis tarda)

## Geographischer Überblick und Geologie

### Abgrenzung
Die Landschaftswiesen haben sowohl im Nordosten als auch im Südwesten eine markante, deutliche Grenze. Nordöstlich der Landschaftswiesen schließt sich die Hochfläche der Zauche an, die in ihrem südlichen Teil eine ausgedehnte trockene Sanderfläche trägt. Die 86 Meter hohen Rauhen Berge begrenzen den Sander nach Norden und sind Endmoränen der jüngsten, der Weichseleiszeit. Südwestlich der Landschaftswiesen ragen die über 100 Meter NN erreichenden Höhen des Flämings auf.
Nach Nordwesten und Südosten ist die naturräumliche Grenze unscharf, da sich dort das Baruther Urstromtal jeweils fortsetzt. Die Talenge des Urstromtales bei der Stadt Brück wird meist als südöstliche Begrenzung angegeben. Etwas willkürlich kann man die Nordwestgrenze der Belziger Landschaftswiesen mit der Bundesstraße 102 zwischen dem Bad Belziger Ortsteil Ragösen und Golzow ziehen, während das deutlich kleinere gleichnamige Naturschutzgebiet seine nordwestliche Begrenzung bereits auf einer Linie zwischen dem Flämingdorf Lütte und dem Zaucheort Cammer findet.
Die namensgebende Stadt Bad Belzig liegt mit ihrem Kern rund drei Kilometer südwestlich der Niederung und erstreckt sich mit ihrem Ortsteil Hagelberg bis zum gleichnamigen Hagelberg, der mit 200 Metern höchsten Stelle des Fläming und einer der höchsten Erhebungen der Norddeutschen Tiefebene. Das Tal im Oberlauf des Belziger/Fredersdorfer Baches verbindet die Bad Belziger Altstadt mit den Landschaftswiesen.

### Entstehung

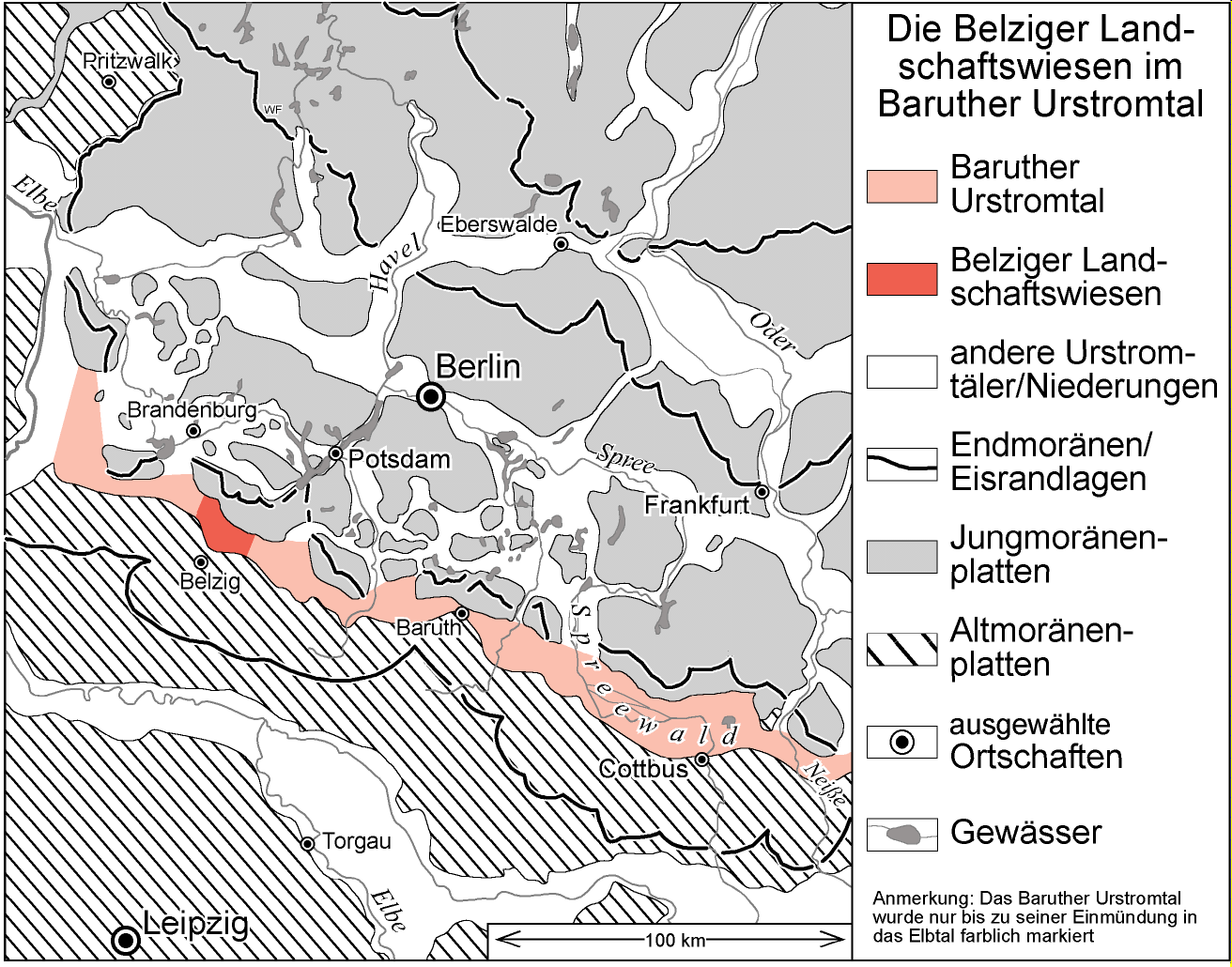
Die Landschaftswiesen liegen nordöstlich der Stadt Bad Belzig und sind kräftig rot markiert

Zählt der Hohe Fläming noch zur Altmoränenlandschaft der Saale-Eiszeit, gehören die Niederungen innerhalb des Urstromtals bereits zum Jungmoränenland der Weichsel-Eiszeit, deren Inlandeis in der Talung seine maximale Ausdehnung nach Süden erreichte.
Die Abflussbahn der Schmelzwasser entstand vor rund 21.000 Jahren und hinterließ mit dem Baruther Urstromtal einen im Mittel rund drei bis fünf Kilometer breiten Talboden, der nach der Verlagerung des Urstromes nach Norden (zum Berliner Urstromtal) zwischenzeitlich trocken fiel. Wie alle Urstromtäler bestehen auch die Belziger Landschaftswiesen im Untergrund aus mächtigen Schmelzwassersanden. Das Schmelzwasser erodierte an einigen Stellen stark am Nordhang des Fläming und schnitt bis zu 60 Meter aufragende Geländestufen heraus.
Vor rund 7.000 bis 9.000 Jahren kam es zu einer Anhebung des Grundwasserspiegels und das Gebiet der Belziger Landschaftswiesen vermoorte großflächig. Es bildete sich Torf. Ob die Bäche zu dieser Zeit in einem eigenen Flussbett flossen oder den Moorkörper, wie bei einem Durchströmungsmoor üblich, infiltrierten, ist nicht eindeutig geklärt. Sicher ist jedoch, dass sich mit der Vermoorung flächendeckend Bruch- und Feuchtwälder herausbildeten. Sie bestanden meist aus Erlen, Eschen, Eichen und Hainbuchen.

### Heutiges Landschaftsbild
Der tischebene, vermoorte Niederungsstandort mit einer Höhe zwischen 40 und 44 Meter über NN ist neben einer Vielzahl schnurgerader Meliorationsgräben von mehreren Bächen wie dem Hellbach (im Mittellauf: Temnitz), dem Baitzer Bach und dem Belziger/Fredersdorfer Bach durchzogen, die ihre Wasser dem Hauptfluss Plane und damit der Havel zuführen. An den artenreichen Bachufern und Grabenrändern dominieren im Sommer Seggen und Hochstauden.

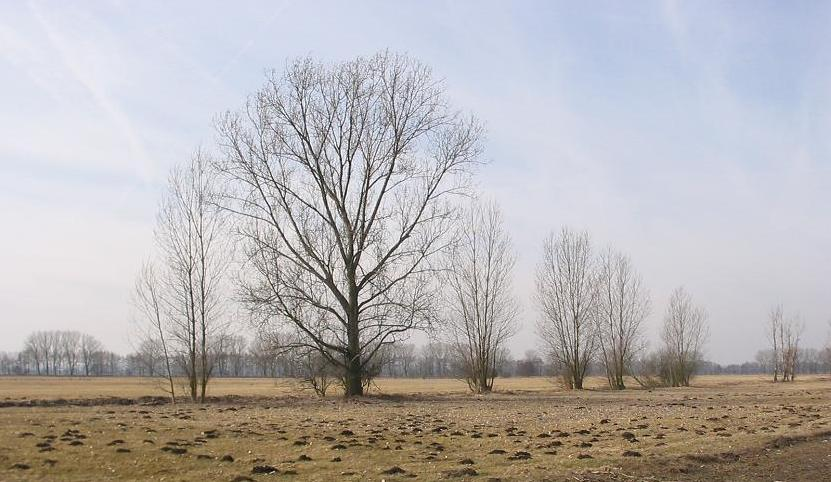
Belziger Wiesen in der Nähe von Freienthal

Von den einst vorhandenen Bruchwäldern blieben nur Restbestände erhalten. Das Gebiet wird, wie es der Name Landschaftswiesen schon andeutet, heute vor allem als Grünland genutzt. Das Bild des Grünlands prägen unterschiedliche Wiesenarten und Ackerbauflächen. Einige nasse Vertiefungen, die zum Teil bis in den Sommer hinein Wasser tragen, eingelagerte Talsandflächen und kleinflächige randliche Dünenkomplexe ergänzen den Standort. Überwiegend in den Randgebieten runden vereinzelte Weidengebüsche, Reste der Erlenbrüche und Kiefernforste das Bild der Belziger Landschaftswiesen ab. Landschaftliche Reize bietet das insgesamt eher monotone, eintönige Gebiet Freunden stiller, weiter Landschaften und den Liebhabern der Vogelkunde.

### Hydrografie und Klimadaten
Charakteristisch für die gegenwärtige hydrologische Situation der Landschaftswiesen sind neben dem umfangreichen Entwässerungssystem der 1970er Jahre die vielen Bäche, die im Hohen Fläming entspringen und die Wiesen mit hoher Geschwindigkeit durchfließen. Allein im Naturdenkmal Dippmannsdorfer Paradies sickern 32 Quellen aus dem Fläminghang. Das Gewässernetz weist eine Gesamtlänge von 169 Kilometern auf, davon entfällt auf die natürlichen Fließgewässer ein Anteil von 19 %, also von rund 30 Kilometern.

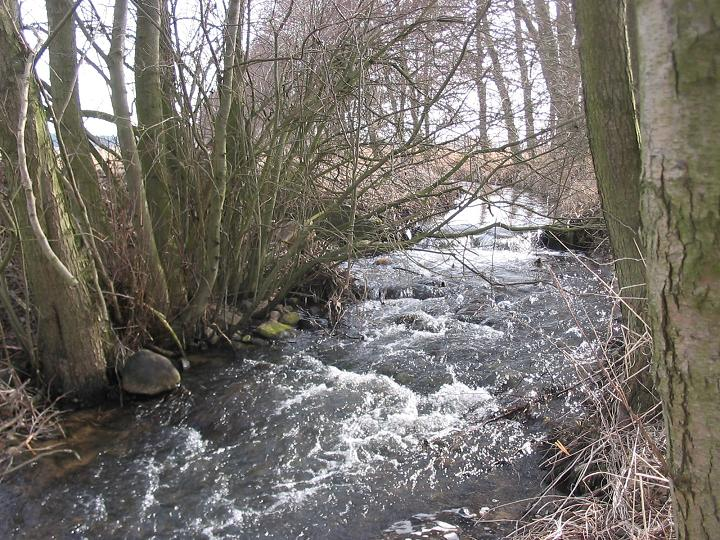
Schnellfließender Baitzer Bach

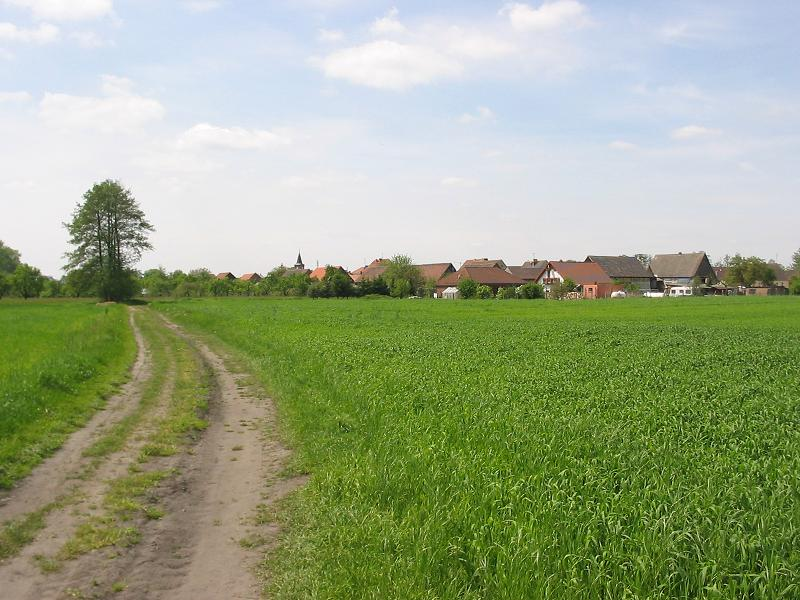
Fredersdorf am Rand der Wiesen

Die Naturschutzverordnung sieht im Rahmen der hydrographischen Maßnahmen die naturnahe Entwicklung beziehungsweise Wiederherstellung der Bachläufe und eine Entfernung der noch vorhandenen Staueinrichtungen vor. Entscheidende Bedeutung für die Umsetzung der Schutz- und Entwicklungsmaßnahmen von Flora und Fauna kommt der gezielten Wasserregulierung mit einer möglichst hohen Wasserhaltung zu. So soll beispielsweise die von den Rindern verschmähte und wiesenüberwuchernde Ackerkratzdistel (Cirsium arvense) zurückgedrängt werden. Die hydrologischen Maßnahmen erfolgen heute durch die Naturschutzstation Baitz in enger Abstimmung mit den Landwirten und dem Wasser- und Bodenverband.
In der feuchten und oft nebelverhangenen Niederung herrscht, anders als im Fläming, ein kontinental getöntes Klima mit einer Jahresmitteltemperatur von 8,6 °C und einem mittleren Jahresmaximum von 33,3 °C. Der mittlere Jahresniederschlag beträgt 541 mm und ist damit deutlich geringer (um ca. 100 mm) als auf dem nur wenige Kilometer entfernten Fläming. Die Sonne scheint im Mittel rund 1.700 Stunden im Jahr.
Die mächtigen wärmespeichernden Schmelzwassersande des Urstromtals und die ausgedehnten Sandflächen des Fläming sorgen mit den Aufwinden der erst flachen, dann hügeligen Landschaft für eine ausgezeichnete Thermik für den Segelflug, wie einige „große“ Flüge über 1.000 Kilometer vom nahegelegenen Segelflugplatz Lüsse widerspiegeln. Im Jahr 2008 fanden hier die Weltmeisterschaften im Segelflug statt.

### Ortschaften und Bahntrasse
Während sich innerhalb der Wiesen keine Siedlungen und auch keine Straßen finden, gibt es außer der Stadt Brück folgende Dörfer am Rand der Landschaftswiesen: die Bad Belziger Ortsteile Schwanebeck, Fredersdorf, Lütte, Dippmannsdorf und Ragösen sowie die nach Brück eingemeindeten Dörfer Baitz, Trebitz und Gömnigk. Nördlich der Landschaftswiesen finden sich die Planebruch-Ortsteile Freienthal, Damelang und Cammer. Am nordwestlichsten Zipfel liegt die Gemeinde Golzow. Viele dieser Dörfer und Städte verfügen über historische Feldsteinkirchen oder architektonisch interessante Kirchenbauten wie Schinkels Normalkirche in Lütte, Stülers ungewöhnliche Fachwerkkirche in Dippmannsdorf oder die oktogonale Golzower Kirche. Kulturell bedeutsam sind zudem Herrenhäuser wie in Fredersdorf und verschiedene Wassermühlen. Dem Dorf Schwanebeck brachten eine eisenhaltige und eine mit Schwefel versetzte Quelle bereits im Jahr 1715 den Titel Kurort ein.
Am Südrand der Wiesen bietet der vorbeiführende Europaradweg R1 gute Einblicke in das Gelände. Insbesondere das autofreie Teilstück zwischen Baitz und Trebitz, das am Hang von Fuchsberg (64 Meter) und Räuberbergen (68 Meter) in erhöhter Lage verläuft, eröffnet einen weiten Überblick über die flache Landschaft. Am Westrand führt die stillgelegte Trasse der eingleisigen Brandenburgischen Städtebahn entlang, die zwischen 1904 und 1962 Treuenbrietzen über Bad Belzig und Rathenow mit Neustadt (Dosse) verband. Bis zum Jahr 2003 war noch die Teilstrecke zwischen Bad Belzig und Brandenburg an der Havel in Betrieb, deren Züge auch an Bahnhöfen der Dörfer Fredersdorf, Lütte und Dippmannsdorf hielten. Kurz vor Ragösen schwenkt die Bahntrasse nach Norden und verläuft parallel zur Bundesstraße 102 nach Golzow.

## Geschichte

### Frühe Randbesiedlung und Klostermühle
Die Fläming- und Zaucheforste sowie die trockenen Bereiche rund um die Wiesen waren laut Norbert Eschholz zu allen geschichtlichen Zeiten vom Menschen besiedelt. Bodenfunde belegen, dass der Raum vom Ende der Bronzezeit bis in die Eisenzeit (7. – 6. Jahrhundert v.u.Z.) […] sogar recht dicht besiedelt war. Wann es zu ersten Rodungen der heutigen Landschaftswiesen kam, ist unbekannt. Im Jahr 1251 erhielt das einflussreiche und vermögende Kloster Lehnin die Mühle Gömnigk (molendinum Gomenik) am Planezufluss zu den Wiesen mit den zugehörigen Gewässern, die sich zwischen Rottstock und Trebitz (Trebegotz) bis zum südlichen Wiesenrand erstreckten, von Graf Baderich von Belzig zum Geschenk.

Das Wappen der Stadt Bad Belzig

Die Zisterzienser Mönche aus der märkischen Zauche weiteten damit ihren Einflussbereich bis ins konkurrierende Magdeburgische, also Sächsische aus und stützten damit gezielt den Landesausbau und die Siedlungspolitik der askanischen Markgrafen. Erst Hundert Jahre zuvor, 1157, hatte der Askanier Albrecht der Bär die Kerngebiete der Mark den nach den Semnonen hier siedelnden Slawen endgültig abgerungen und die Mark Brandenburg aus der Taufe gehoben. Die darauf folgenden Rufe zur Besiedlung an die namensgebenden und überwiegend niederländischen Flamen (Fläming) hatten sowohl die Askanier wie auch der Magdeburgische Erzbischof Wichmann erteilt. Zur Sicherung der jungen Gebiete entstand noch im 12. Jahrhundert die Belziger Burg Eisenhardt.
Zur Schenkung an die Mönche, die laut Theodor Fontane mit dem Kreuz in der Linken, mit Axt und Spaten in der Rechten, lehrend und Ackerbauend, bildend und heiligend die Kultur in die Mark brachten, führt das Regestenverzeichnis des Klosters Lehnin unter dem 6. August 1251 den Eintrag: Schenkung Graf Bederichs v. Belzig: eine Mühle bei Rottstock auf dem Fluß Plane mit allen Gewässern bis zum Dorf Trebegotz. Erste Rodungen im Wiesenbereich fallen in diese Zeit.

### Heu aus dem Urstromtal
Da sie weder auf den trockenen Fläminghängen noch in den engen periglazialen Trockentälern, den flämingtypischen Rummeln, Heu gewinnen konnten, mussten die Belziger Bauern den drei Kilometer weiten Weg durch das Bachtal bis in die Niederung in Kauf nehmen, um feuchten und flachen Boden zur Anlage von Wiesen zu erreichen. Das heutige Wiesengelände war noch um 1780 fast flächendeckend von Bruchwäldern bedeckt. Erst zu Beginn des 19. Jahrhunderts begannen die Flämingbauern, neue Erkenntnisse im Wasserbau zur größeren Wiesengewinnung zu nutzen.
Der Belziger Rektor Paul Quade beschrieb 1900 die schwierige Heueinbringung: Zwischen Lütte und Brück liegen an der Plane die Landschaftswiesen, von denen die Bewohner des Fläming oft meilenweit ihr Heu holen müssen. Zur Zeit der ersten Mahd und des Grummets entwickelt sich dann in den an der Straße zu den Wiesen gelegenen Dörfern ein reges Leben. Vom Nachmittage bis zum Abend ziehen schwer bepackte Heuwagen hindurch. Viele halten beim Wirtshause an, und Tiere und Menschen ruhen sich ein wenig aus vom schweren Tagewerk und erquicken sich durch einen kühlen Trunk. Die Gewinnung des Heus wird dem Landmann von der Natur meist recht schwer gemacht. Oft kann er nicht mähen, da die Wiesen unter Wasser stehen. Ist der Schnitt glücklich gelungen, dann stören heftige Regengüsse wieder das Einbringen des Heus. An manchen Stellen kann es nur durch Ochsen herausgeschafft werden, an anderen müssen es sogar die Menschen heraustragen. Naß muß es nach Hause gefahren und dort erst getrocknet werden. (Quade S. 443 / Erläuterung: Grummet = zweiter und weitere Grasschnitte)

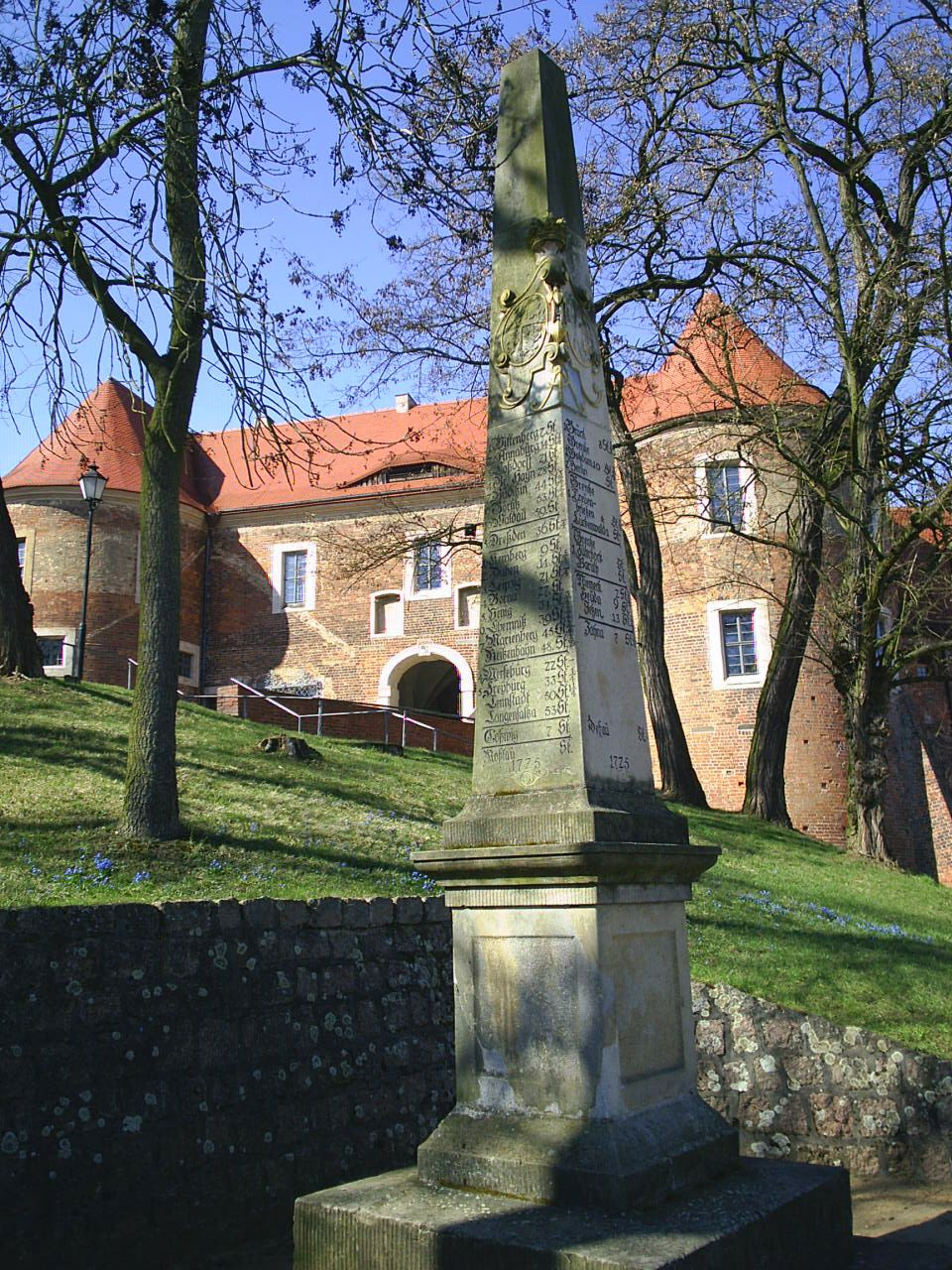
Kursächsische Postmeilensäule an der Bad Belziger Burg Eisenhardt

### Rechtsplanische Stoppelbauern
Die Dörfer rund um die Wiesen lebten zu einem erheblichen Teil von dem Holzreichtum der Fläming- und Zauchewälder. Friedrich der Große ließ beispielsweise 1754 das Dorf Freienthal (frei von Steuern und Abgaben) als Kolonistendorf mit der Order an die Familien anlegen, Bauholz aus den umliegenden Amtsforsten der Zauche zu gewinnen. Dass schon 12 Jahre später im harten Winter 1762/1763 trotz der nahen Wälder viele Dörfler erfroren, büßte der Kolonie-Direktor Groschop mit vier Jahren Festungshaft in der Zitadelle Spandau, da er die Siedler nicht ausreichend mit Holz versorgt hatte.

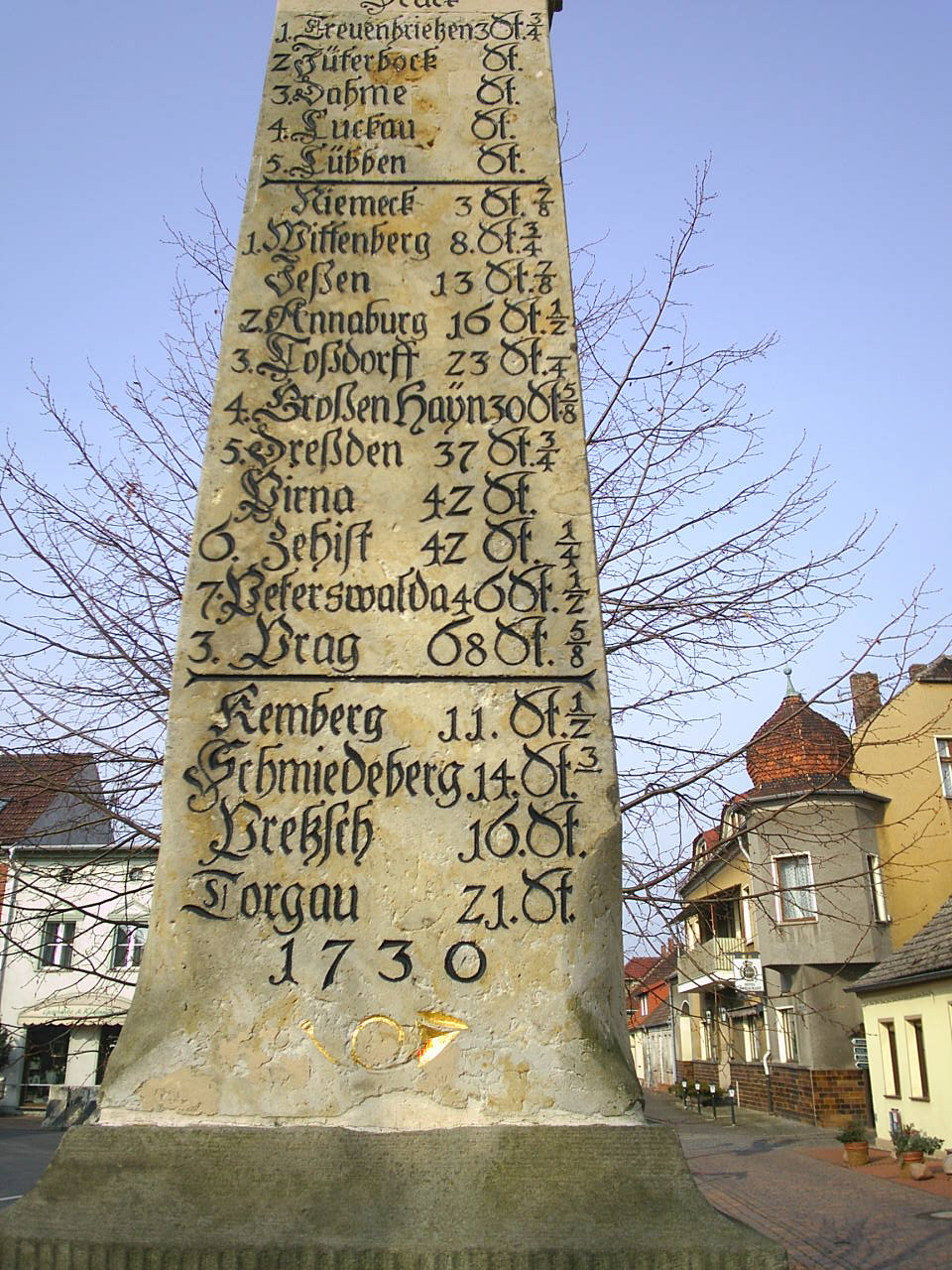
Postmeilensäule von 1730 in Brück

Gelegentlich sahen sich die Zauche-Bauern gezwungen, bei den Flämingbauern jenseits der Wiesen Holz zu kaufen. Das fiel ihnen nicht leicht, verspotteten sie die Fläminger doch gerne als Stoppelsachsen (angeblich rasierten sich die Sachsen nur einmal wöchentlich). Bis zum Wiener Kongress verlief durch die Belziger Landschaftswiesen die Grenze zwischen dem Königreich Sachsen und der Mark Brandenburg, erst mit der Bildung der gleichnamigen Provinz Brandenburg 1815 als Kerngebiet Preußens kam der Fläming zu Brandenburg. Als sogenannte Neupreußen oder Musspreußen wehrten sich die Fläminger noch längere Zeit mit passivem Widerstand gegen diese unwillkommene Maßnahme.
Kursächsische Postmeilensäulen in Bad Belzig und Brück bilden heute beredte steinerne Zeugen dieser Zeit, in der sich die Bauern zu beiden Seiten der Landschaftswiesen einige feindselige Scharmützel lieferten. Diebstahlsvorwürfe aus der Zauche an die «Rechtsplanischen Stoppelbauern» waren eine Zeit lang an der Tagesordnung, was die sächsischen Bauern allerdings nicht hinderte, den preußischen Dörflern jenes Holz zu verkaufen, dass sie selber in den staatlichen Flämingforsten gestohlen hatten. (Feustel, S. 164f.)
Nach der Vereinigung unter dem märkischen Adler führten die Bauern erste umfangreichere Rodungen der dichten Sumpfwälder und die Anlage eines ersten kleinräumigen Kanalsystems zur Entwässerung durch. Sie schufen damit die Grundlage für die umfassenden engmaschigen Meliorationsmaßnahmen der 1970er Jahre und für die Herausbildung der Belziger Landschaftswiesen, wie sie sich heute als geschütztes Gebiet darstellen.

## Naturschutzverordnung
Die online verfügbare Verordnung für das Naturschutzgebiet Belziger Landschaftswiesen vom 24. Mai 2005, die am 1. Juli 2005 in Kraft trat, regelt detailliert Schutz- und Pflegemaßnahmen des 4.435 Hektar umfassenden Gebietes, das zu den wichtigsten Wiesenbrütergebieten Brandenburgs zählt. Die Flächen gehören zu Gemarkungen der Gemeinden Bad Belzig, Brück und Planebruch. Die Verordnung integriert die Landschaftswiesen in die Gesamtentwicklung eines Biotopverbundes mit der Nuthe-Nieplitz-Niederung, dem Fiener Bruch, der mittleren Havel und dem Havelländischen Luch.

### Naturschutz als Interessenmanagement

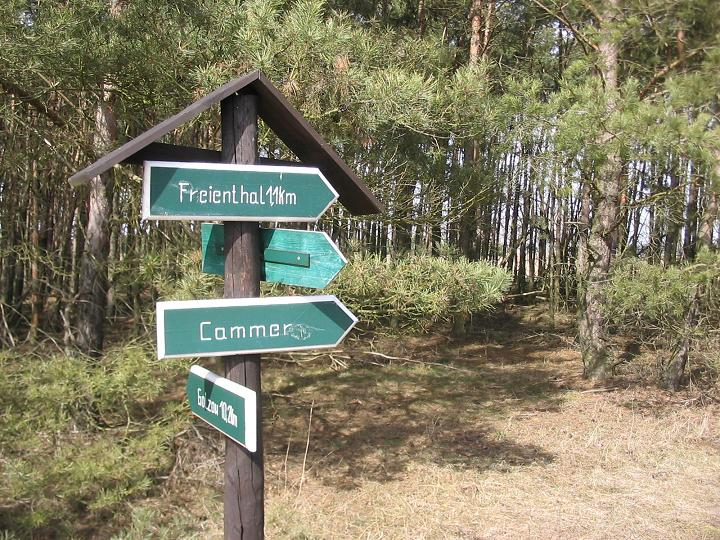
Schutz- und Entwicklungsziel: Flechten-Kiefern-Wälder (Cladonio-Pinetum)

Zentraler Stellenwert kommt dem ausgleichenden Management der unterschiedlichen Interessen zu, die sich auf verschiedenen Ebenen darstellen und deshalb nicht immer vermittelbar sind (siehe Kapitel „Wiesen und Landschaftspflege“). Das Umweltministerium Brandenburg konnte einen Teil der Zielkonflikte mit einer Aufteilung des Gebiets lösen. Mit 2.461 Hektar steht etwas mehr als die Hälfte der Gesamtfläche der landwirtschaftlichen Nutzung zur Verfügung und ist nochmals in drei Zonen mit unterschiedlichen Nutzungsbeschränkungen unterteilt:
- Zone 1: rund 962 Hektar
- Zone 2: rund 132 Hektar
- Zone 3: rund 1.367 Hektar

Im Rahmen des Interessenmanagements spielen die Abschlüsse des Vertragsnaturschutzes (Pflegeverträge zwischen Behörden und Landwirten) und seine Einhaltung eine mitentscheidende Rolle.

### Schutzzweck
Die Naturschutzverordnung listet die zu schützende Fauna und Flora und die erforderlichen Pflegemaßnahmen detailliert auf. Als Beispiel für den Charakter der rund 15-seitigen Verordnung ist im Folgenden nach der Einleitung ein Auszug aus dem § 3 (Schutzzweck) wiedergegeben, der zudem die Durchzugs- und Rastvögel auflistet, auf die hier nicht weiter eingegangen wird. Der anschließend dargestellte Absatz 2 beschreibt die Einbindung der Vorschrift in übergeordnete Maßnahmen exemplarisch am Beispiel der Bäche und Hochstaudenfluren.
Unter dem § 3 Schutzzweck heißt es unter anderem:

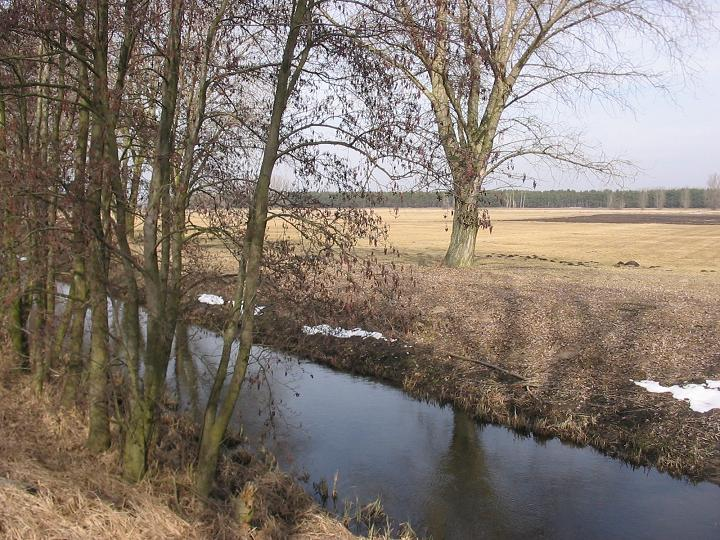
Schutzziel: Gewässer, hier Plane am Vogelbeobachtungsturm bei Freienthal

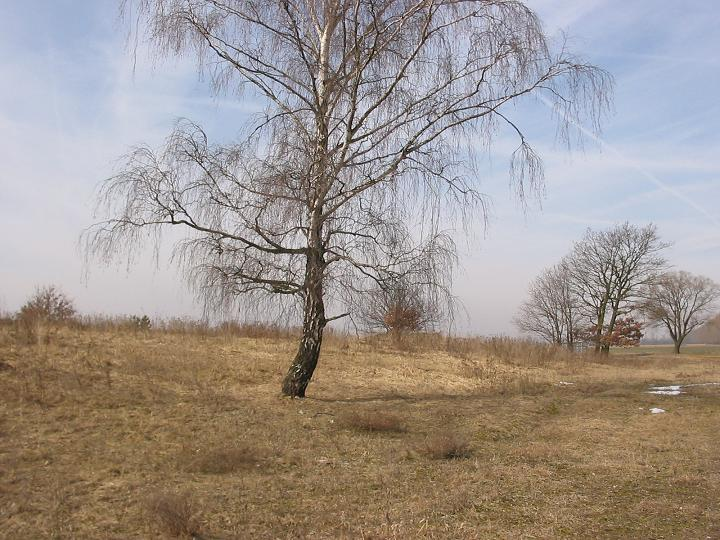
Schutzziel: kleinräumige Randdünen

- (1) Schutzzweck des Naturschutzgebietes, das einen für das Land Brandenburg charakteristischen Ausschnitt des Baruther Urstromtals umfasst, ist
  - 1. die Erhaltung, Entwicklung und Wiederherstellung des Gebietes als Lebensraum wild lebender Pflanzengesellschaften, insbesondere nährstoffarmer artenreicher Feuchtwiesen, Glatthaferwiesen, Großseggen- und Röhrichtmooren, Sandtrockenrasen auf Binnendünen und Flechten-Kiefern-Wäldern,
- (2) Die Unterschutzstellung dient der Erhaltung und Entwicklung
  - 1.b.) als Durchzugs-, Rast und Überwinterungsgebiet für im Gebiet regelmäßig auftretende Zugvogelarten beispielsweise Rohrdommel (Botaurus stellaris), Entenarten wie zum Beispiel Spießente (Anas acuta), Löffelente (Anas clypeata), Krickente (Anas crecca), Pfeifente (Anas penelope) und Knäkente (Anas querquedula), nordische Gänse wie zum Beispiel Blässgans (Anser albifrons) und Saatgans (Anser fabalis), Singschwan (Cygnus cygnus), Fischadler (Pandion haliaetus), Kranich (Grus grus), Limikolen wie zum Beispiel Doppelschnepfe (Gallinago media), Uferschnepfe (Limosa limosa) und Kampfläufer (Philomachus pugnax);
  - 2. der Gebiete von gemeinschaftlicher Bedeutung „Belziger Bach“, „Baitzer Bach“, „Plane“ und „Plane Ergänzung“ (§ 2a Abs. 1 Nr. 8 des Brandenburgischen Naturschutzgesetzes) mit ihren Vorkommen von
  - a. Flüssen der planaren Stufe mit Vegetation des Ranunculion fluitantis und des Callitricho-Batrachion sowie von feuchten Hochstaudenfluren als Biotope von gemeinschaftlichem Interesse („natürliche Lebensraumtypen“ im Sinne des Anhangs I der Richtlinie 92/43/EWG), […].

Zentraler Bestandteil der Verordnung sind neben den Maßnahmen zum Schutz des Durchströmungsmoores die Schutz- und Pflegemaßnahmen der Wiesen und die Förderung der Brutflächen und des Nahrungsangebotes für die Großtrappen und Wiesenbrüter. Die folgenden Kapitel gehen auf diese zentralen Aspekte ausführlich ein, während die übrige schützenswerte Fauna und Flora in abschließenden Übersichten beschrieben wird.

## Das Grünland
Die einst flächendeckenden Bruchwälder nehmen heute nur noch einen minimalen Anteil der Gebietsfläche ein, der gesamte Waldanteil liegt bei 0,1 %. Neben den Wasserflächen bestimmt das Grünland mit 65 % Flächenanteil das Bild der Belziger Landschaftswiesen.
Die umfangreichen Meliorationsmaßnahmen der 1970er Jahre hatten den Grünlandanteil zugunsten von Ackerland reduziert und das restliche Grünland war zudem zur Erhöhung der Grünmassenerträge weitgehend in grasreiches, krautarmes Saatgrasland überführt worden. Erst die seit 1991 möglichen gezielten Wasserregulierungen der Naturschutzstation Baitz, Grünlandumbrüche und bereits in diesen Jahren einsetzende Pflegemaßnahmen führten zur Erholung der großflächig verschwundenen Wiesenpflanzen und zur allmählichen Wandlung des artenarmen Grünlandes in Frisch-, Feucht- und Riedwiesen.
|  |
|  |
|  |
|  |
|  |
|  |
|  |

### Wiesentypen
Ein Schwerpunkt der Naturschutzverordnung liegt in der Erhaltung und Entwicklung nährstoffarmer, artenreicher Feuchtwiesen, Glatthaferwiesen und von Sandtrockenrasenflächen auf den Binnendünen. Die folgenden Wiesenbeschreibungen beruhen zum Teil auf einer Bestandsaufnahme, die Ute Dopichay Ende der 1990er Jahre in den Belziger Landschaftswiesen durchgeführt hat. Zur Einordnung der Wiesen siehe auch die Pflanzensoziologischen Einheiten nach Oberdorfer und die Einteilungen des Extensivgrünlands.
Honiggraswiesen (Holcetum lanati)

Diese Wiese aus dem bis zu einem Meter hohen Wolligen Honiggras (Holcus lanatus) kommt dominant an verschiedenen wechselnassen bis wechselfeuchten Moor- bzw. Anmoorstandorten vor. Mit kleinflächigen Ausbreitungen bei zunehmender Tendenz ist das Honiggras auch auf allen anderen Wiesen vertreten.
Rohrglanzgras-Bestände (Phalaris arundicanea-Bestände)

Die Wiesen aus verschiedenen Arten aus der Gruppe der Röhrichtpflanzen gründen weitgehend in Ansaaten der 1970er Jahre. Auf nährstoffreichen und zeitweise überfluteten, sehr moorigen Flächen finden sich ausgedehnte Bestände, die auf lange überfluteten Flächen mit einer deutlichen Zunahme des Flutenden Schwaden (Glyceria fluitans) teils großräumig in Flutrasen übergehen.
Wiesen-Fuchsschwanz-Bestände (Alopecurus pratensis-Bestände)

Der Wiesen-Fuchsschwanz ist ein ausdauerndes Obergras aus der Familie der Süßgräser und kommt auf verschiedenen Wiesenarten der wechselnassen bis wechselfeuchten Moor- bzw. Anmoorstandorte vor. Ausgeprägtere Bestände gibt es auf den Honigwiesen. An einigen Standorten entwickelt sich das Gras derart dominant, dass es als eigenständige Form der Wiesen-Fuchsschwanz-Bestände bezeichnet wird.
Rasen-Schmielen-Queckengrasland (Deschampsia cespitosa-Agropyron repens-Gesellschaft)

Diese Wiesengesellschaft auf wechselnassen bis wechselfeuchten Moor- bzw. Anmoorstandorten setzt sich mit wechselnder Dominanz aus verschiedenen Schmielgräsern und der Pionierpflanze aller Böden, dem Süßgras Gemeine Quecke, zusammen. Wie bei allen Wiesen – es gibt keine Wiesen in „Reinkultur“ – ergänzen weitere Gräser diese im Untersuchungsgebiet mäßig wüchsige Pflanzengesellschaft.
Rasenschmielenwiesen (Ranunculo-Deschampsietum)

Die Rasenschmielenwiesen bestehen dominant aus Schmielgräsern und sind auf mäßig entwässerten eutrophen Überflutungsmooren, die meist im Frühjahr überstaut sind, zu Hause (Dopichay S. 68). Sie zählen wie alle Feuchtwiesen zu den gefährdeten und geschützten Biotopen in Brandenburg. Da sie vom Vieh meist verschmäht werden, ist ihr wirtschaftlicher Wert gering. Charakteristisch ist die im Sommer aus dichten Horsten der Rasenschmiele aufgebaute Untergrasschicht mit einer eher schütteren Obergrasschicht aus den Blütenständen. Wiesen-Fuchsschwanz oder die Scheinähren des Wiesen-Lieschgrases (Phleum pratense) ergänzen die Schmielen flächendeckend.
Kriechhahnenfuß-Rispengrasland (Ranunculus repens-Poa pratensis-Gesellschaft)

Diese Gesellschaft auf frischen bis mäßig-feuchten Standorten setzt sich wesentlich aus dem Wiesen-Rispengras (Poa pratensis) und dem bodennah wachsenden Kriechenden Hahnenfuß (Ranunculus repens) zusammen. Unter den insgesamt Blühaspekt-armen Wiesen sticht diese Wiese mit zwei bis drei Zentimeter großen und goldgelb glänzenden Blüten des Kriechhahnenfußes heraus und stellt eine der wenigen ausgedehnteren Frühjahrs-Blütenflächen in den Belziger Landschaftswiesen dar.
Glatthaferwiesen-Fragmentgesellschaften (Arrhenatherion-Fragmentgesellschaften)

Die Wiesen aus robustem Glatthafer (Arrhenatherum elatius) verzeichnen im gesamten Gebiet ausgedehnte Bestände auf frischen bis trockenen Mineralstandorten. In der Fredersdorfer Flur wird der Glatthafer teils weitläufig vom bis zu 1,50 Meter hohen Wiesen-Fuchsschwanz (Alopecurus pratensis) mit seinen kriechenden Ausläufern dominiert, so dass sie hier auch als Ausprägung von Alopecurus pratensis beschrieben werden. Für die Landwirtschaft bedeuten beide Gräser wertvolle Bestandteile im Futtergrasanbau und bilden daher willkommene Wiesengemeinschaften.
Sandtrockenrasen

Die kleinflächigen Sandtrockenrasen- oder auch Sand-Magerrasengesellschaften bleiben weitgehend auf die Dünenbereiche beschränkt und spielen als flächenbestimmender Faktor und landwirtschaftlich keine Rolle. Die schwachwüchsigen Bereiche aus verschiedenen Gräsern und niedrigwüchsigen Sandspezialisten haben allerdings als besonderes ökologisches Nischenbiotop große Bedeutung für Flora und Fauna.

### Weitere Wiesenflora und Randflora

#### Blühaspekt auf den Landschaftswiesen

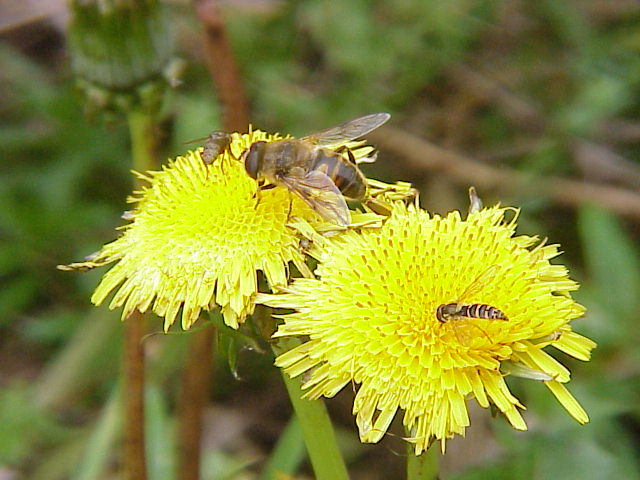
Blüte des Löwenzahns (Taraxacum officinale)
mit Insekten

Neben den bereits erwähnten Blühaspekten beleben die purpurroten Blütenstände des Blutweiderichs (Lythrum salicaria) insbesondere auf dem Rasen-Schmielen-Queckengrasland im Hochsommer großflächig das Bild. Eine hohe Blütenzahl und Blütenvielfalt („Blühaspekt“) erhöht das Aufkommen von Insekten und Spinnen und damit die Nahrungsgrundlage vieler Wiesenbrüter (vergleiche auch Blumenwiese). Weitere großflächige Blühaspekte liefern auf fast allen Belziger Landschaftswiesen im Frühjahr die Blüten der in Brandenburg gefährdeten Wiesen-Margerite (Leucanthemum vulgare) und im Hochsommer die Schafgarbe (Achillea millefolium). Wie auf fast allen Wiesen Europas locken auch hier die gelben Blüten des Löwenzahns (Taraxacum officinale) von April bis Oktober Insekten an. Durch das frühe Erscheinen der Blüten ist der Löwenzahn eine wichtige Bienenweide, die der Entwicklung der Bienenvölker im Frühjahr dient.
Beim Weißklee (Trifolium repens) sind deutliche Zunahmen zu verzeichnen, aber auch die Blütenfelder des Rot- (Trifolium pratense) und Schwedenklees (Trifolium hybridum) dehnen sich aus – eine Ausdehnung, die Naturschützer und Landwirte gleichermaßen begrüßen, da die Zunahme dieser blütenreichen Leguminose nicht nur den Wiesenbrütern dient, sondern auch die Futterqualität der Wiese verbessert. Vereinzelt bilden die rosaroten Kronblätter der Kuckuckslichtnelke (Lychnis flos-cuculi) leuchtende Farbenmeere. Auch die nach dem Bundesnaturschutzgesetz besonders geschützten und im Gebiet wieder beobachteten fünfzähligen, weißen Blüten des Körnchen-Steinbrech (Saxifraga granulatar), ferner Heidenelken (Dianthus deltoides) und, wenn auch noch vereinzelt, Prachtnelken (Dianthus superbus) tragen wieder zum Blühaspekt und damit zur Biotopbereicherung bei.

#### Uferzonen und Gehölze
Insgesamt beheimaten die Wiesen, Weiden und Ackerbauflächen gemeinsam mit den Restbeständen des Waldes und den Dünenbereichen rund 245 Pflanzenarten, von denen 22 auf der Roten Liste gefährdeter Arten Brandenburgs stehen. Den größten Artenreichtum weisen die Ränder und Ufer der Gräben und Bäche auf. Hier finden sich noch kleine Flächen mit der Sumpfdotterblume (Caltha palustris). Die Naturschützer hoffen, dass die Bestände der in Brandenburg seltenen feuchtigkeitsliebenden Pflanze mit der Entwicklung einiger Rohrglanzgras-Bestände zu Flutrasen steigen.

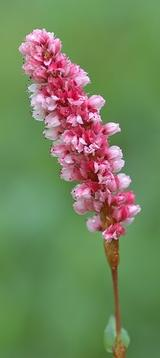
„Zahnbürste“ Schlangen-Knöterich (Persicaria bistorta)

Weitere bemerkenswerte Bewohner der Uferzonen sind neben den Seggen der Wiesen-Goldstern (Gagea pratensis), Scharbockskraut (Ranunculus ficaria), sowie Hochstauden wie Wiesen-Kerbel (Anthriscus sylvestris), Kohldistel (Cirsium oleraceum), Sumpf-Kratzdistel (Cirsium palustre) oder sogar Wiesen-Alant (Inula britannica), Schwanenblume (Butomus umbellatus) oder der stark gefährdete Schlangen-Knöterich (Persicaria bistorta), der im Volksmund wegen seiner markanten Blütenform auch Zahnbürste heißt.
Für die mesotrophen Standorte mit vernässten Böden streben die Naturschützer gemäß Naturschutzverordnung insgesamt eine Entwicklung zu typischen Pflanzengesellschaften wie Seggensümpfen und Pfeifengraswiesen (Molinion caeruleae) mit einer artenreichen Arthropodenfauna (Gliederfüßer wie Insekten, Krebse, Spinnen, Milben) an. In den Randbereichen sollen Flechten-Kiefern-Wälder (Cladonio-pinetum), an den Bachufern standortgerechte, gebietsheimische Gehölze wie Erlen und Weiden und an ausgewählten Standpunkten Kopfweiden und Strauchgehölze gefördert werden.

### Wiesen- und Landschaftspflege
„Zur Erhaltung und Verbesserung der von artenarmen, wüchsigen Feuchtwiesen dominierten offenen Wiesenlandschaft muss eine extensive, räumlich und zeitlich versetzte, an unterschiedliche Standorte angepasste Bewirtschaftung gewährleistet sein.“ (Dopichay S. 64)
Eine weitere standortbezogene Differenzierung der Maßnahmen im Grünland erfordern die speziellen Anforderungen des Schutzgebietes für die Großtrappen.

#### Naturnaher Ackerbau: Feldermosaik
Die Ackerflächen sind im Rückgriff auf die mittelalterliche Mehrfelderwirtschaft mit wechselnden Streifen Getreide, Erbsen, Lupinen, Raps, Klee und Kartoffeln angelegt. Das daraus entstehende Mosaik aus Rotations- und Dauerbrachen bietet den Großtrappen die ökologisch erforderlichen Brut- und Nahrungsflächen. Eine weitere Differenzierung der Maßnahmen erfolgt durch die drei Zonen mit unterschiedlichen Beschränkungen der Nutzung, die die Naturschutzverordnung vorsieht.

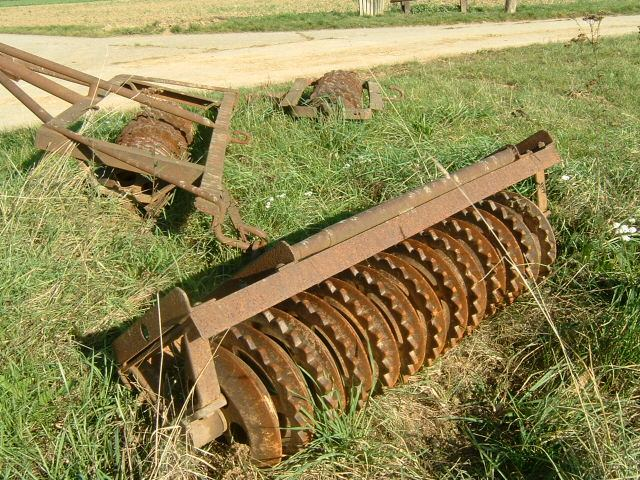
Cambridgewalze, gezogene Ausführung

Zur Sicherung erster Pflegemaßnahmen hatten das Land Brandenburg und der Förderverein Großtrappenschutz e. V. bereits in den 1990er Jahren rund 850 Hektar Wiesenfläche aufgekauft, die in das NSG eingingen. Die Flächen werden ausschließlich an landwirtschaftliche Betriebe übergeben, die sich an die Vorgaben des Naturschutzes halten (Vertragsnaturschutz) und eine extensive Landnutzung betreiben. Dazu gehören in den Kerngebieten die Vermeidung von Chemikalien und Düngemitteln, die Einhaltung der optimalen Wasserstände des Durchströmungsmoores, kein Grünlandumbruch und keine Nachsaat, kein Schleppen und Walzen der Wiesen von April bis September. Die Mähhäufigkeit und Schnitttechnik der Wiesen und Weiden erfolgt zu festgelegten Terminen unter Einsatz von elektronischen Wildrettern, deren hochfrequente Töne die Tiere zum Verlassen des Gebiets treiben. Zusätzliche mechanische Wildretter durchkämmen wie eine große Harke bei jedem Durchgang den nebenliegenden, nächsten Mahdbereich.

#### Mahd und Zielkonflikte
Bewirtschaftung und Mahd der Wiesen und Weiden sind unerlässlich, um den Artenreichtum zu erhalten. Unterbleibt ein artgerechter Schnitt, führt die Sukzession bei Feuchtwiesen zur Ausbildung von Hochstaudenfluren, später Gebüschen und zur Rückkehr zu den ehemaligen Bruchwäldern. Eine regelmäßige Mahd ist in den Belziger Landschaftswiesen ferner deshalb unerlässlich, um in vom Rohrglanzgras (Phalaris arundinacea) und Wiesen-Fuchsschwanz dominierten und damit gefährdeten Wiesenflächen den Aufwuchs zu verringern bzw. Mineralstandorte auszuhagern (Dopichay, S. 70).

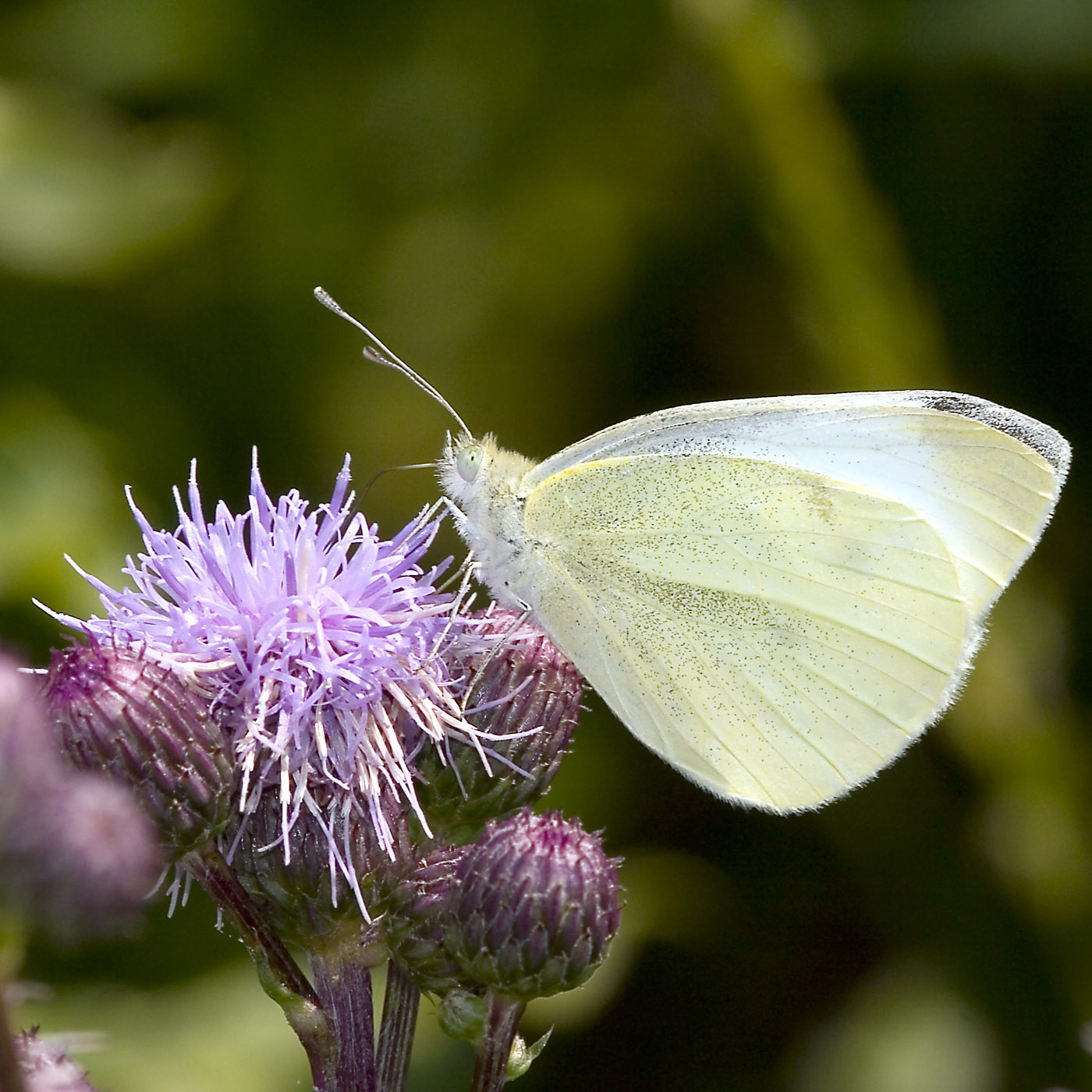
Blütenkopf der Ackerkratzdistel (Cirsium arvense) mit Kleinem Kohlweißling (Pieris rapae)

Ohne weiteren Schnitt nach der Beweidung wäre auch nicht die weitere Ausbreitung der Ackerkratzdistel (Cirsium arvense) zu verhindern, die bereits großflächig auftritt und in großen Mengen jede Wiese oder Mähweide unbrauchbar macht. Die Rinder fressen schmackhaftere Gräser und meiden die Hochstauden, was die Vermehrung des auch als „Ackerunkraut“ bezeichneten Korbblütlers nochmals befördert. Der Abbau des Artenreichtums durch dominanten Bewuchs dieser Pflanzen vermindert das Nahrungsangebot für die zu schützenden Wiesenbrüter. Auf der anderen Seite bieten gerade Pflanzen wie die bis zu 1,20 Meter hohe Ackerkratzdistel mit ihrer Zugänglichkeit für Insekten aller Art einen ganz besonders geeigneten Lebensraum und üben auch auf Spinnen und Tagfalter eine große Anziehungskraft aus. Auch das Rohrglanzgras stellt einen von Insekten und Spinnen bevorzugten Lebensraum dar und sollte bei Berücksichtigung ihrer Entwicklungszyklen von mehreren Jahren höchstens alle drei bis fünf Jahre gemäht werden.
Die Pflegemaßnahmen in den Landschaftswiesen versuchen diesen Zielkonflikten mit einer passenden Mähfrequenz und einer Verlagerung der Hochstauden in die Randzonen gerecht zu werden. Für die Landwirtschaft machen allenfalls drei Schnitte pro Saison betriebswirtschaftlich Sinn, was auf der einen Seite den bei jeder – noch so vorsichtigen – Mahd gefährdeten Wiesenbrütern entgegenkommt, zur Erhaltung der Wiesen selbst jedoch die erforderliche Untergrenze darstellt. Der notwendige Einsatz des schweren landwirtschaftlichen Gerätes mit Treckern wiederum verdichtet die Böden in einer den Wiesen abträglichen Form. Schonende breitreifige, aber teure Motorfahrzeuge wären im Verhältnis zu den Heuerträgen unwirtschaftlich. Auf dieser Ebene müssen die Pflegemaßnahmen ökologische und wirtschaftliche Interessenkollisionen ausgleichen.
Mit dem Mosaik aus Rotations- und Dauerbrachen, den zonalen Aufteilungen und den begleitenden Abschlüssen im Vertragsnaturschutz stellt sich der Naturschutz auf den Belziger Landschaftswiesen somit als Management von widerstreitenden Interessen auf unterschiedlichsten, sich teilweise überlagernden Ebenen dar, die durch die Einbindung in das Europäische Vogelschutzgebiet nochmals differenziert werden. Das Kerngebiet des Naturschutzgebietes allerdings steht unter einem einzigen, klaren Ziel: Schutz und Förderung der Großtrappe.

## Europäisches Vogelschutzgebiet

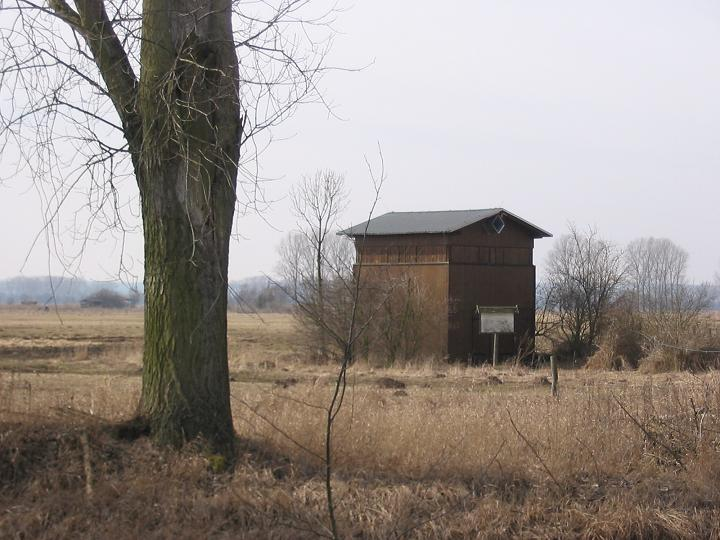
Vogelbeobachtungsturm an der Plane bei Freienthal

Die Belziger Landschaftswiesen gehören heute als SPA = Special Protection Area zum Europäischen Vogelschutzgebiet Unteres Rhinluch, Dreetzer See, Havelländisches Luch und Belziger Landschaftswiesen im Schutzgebietsystem Natura 2000. Zählungen zu Beginn des 21. Jahrhunderts ergaben insgesamt rund 160 Vogelarten, darunter 110 Wiesenbrüter. 30 dieser Vögel stehen auf der Roten Liste gefährdeter Arten Deutschlands.
Ein erheblicher Teil des Gebietes dient dem besonderen Schutz der Großtrappe und ist ohne Führung nur in den Randbereichen zugänglich. Zur Beobachtung der Trappen und vieler weiterer seltener Vögel hat die Naturschutzbehörde einen Beobachtungsturm bei Freienthal wenige Meter westlich der Plane errichtet. Im Brücker Ortsteil Baitz befindet sich die Naturschutzstation der Wiesen, der die Vogelschutzwarte Baitz angegliedert ist. Die Station verfügt im Garten über Volièren zur Pflege verletzter Greifvögel und unterhält tief in den Landschaftswiesen eine nicht-öffentliche Beobachtungsstation (kein Beobachtungsturm) für Trappen. Ihre zentrale Aufgabe sieht die Vogelschutzwarte in der Entwicklung und Umsetzung des Artenschutzprogramms Großtrappe im Gebiet der Belziger Landschaftswiesen. (Meckelmann/Eschholz)

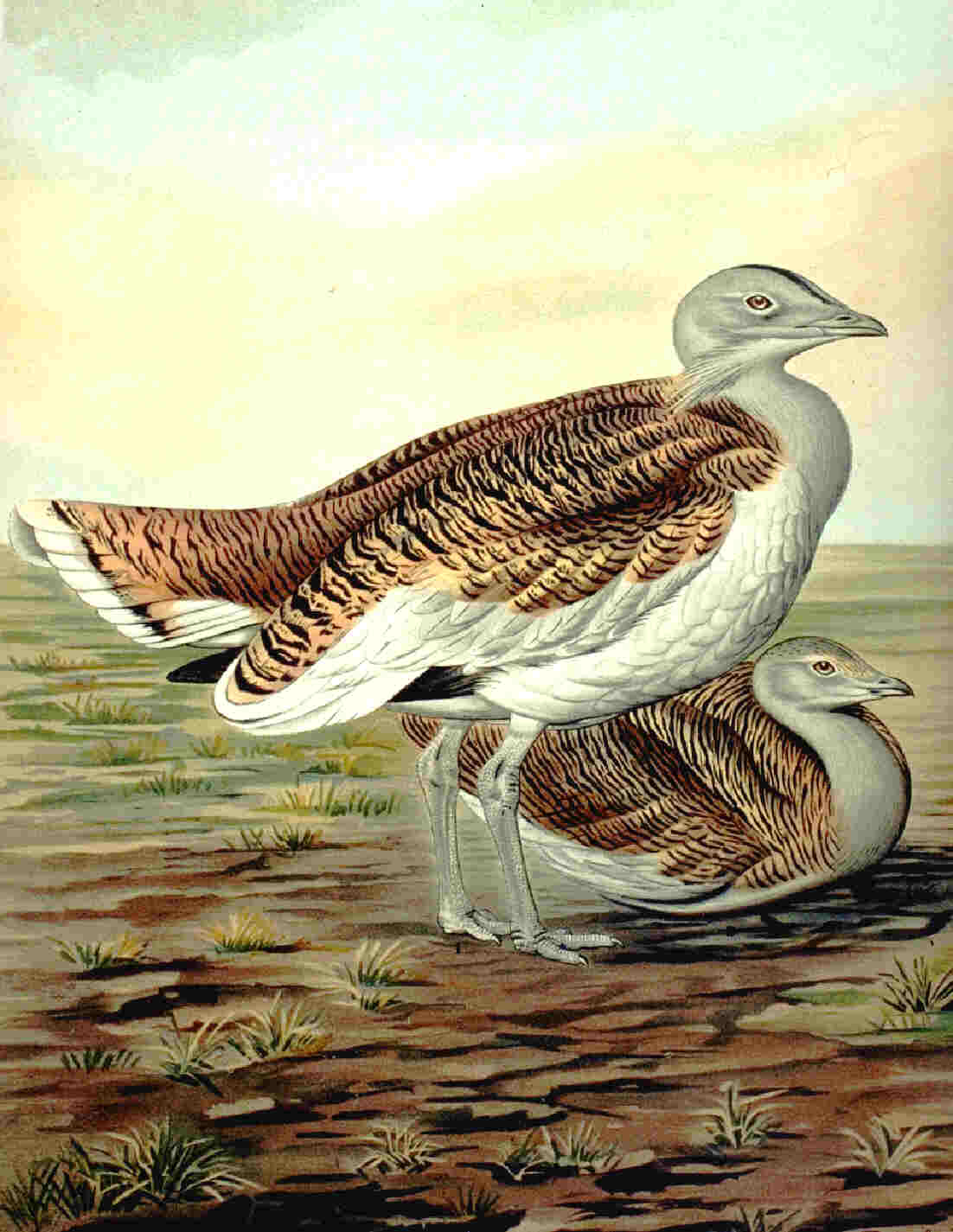
Großtrappe (Otis tarda), Zeichnung aus Johann Friedrich Naumann, Naturgeschichte der Vögel …, Auflage 1899

### Großtrappe
Der Bestand der Großtrappe war bis zum Jahr 2003 auf rund 150 Exemplare bundesweit geschrumpft, davon rund 30 in den Belziger Landschaftswiesen, die um 1800 von Trappen aus den Steppen Osteuropas besiedelt worden waren. Hier hatte sich der Bestand so gut entwickelt, dass die Bauern mehrere Bittschriften verfassten, die dem Adel zur Jagd vorbehaltenen Großtrappen abschießen zu dürfen. Die Industrialisierung der Landwirtschaft und insbesondere die maschinelle Mahd führte zur drastischen Bestandsabnahme durch Tötung der brütenden Hennen auf dem Gelege und Zerstörung der Nester.

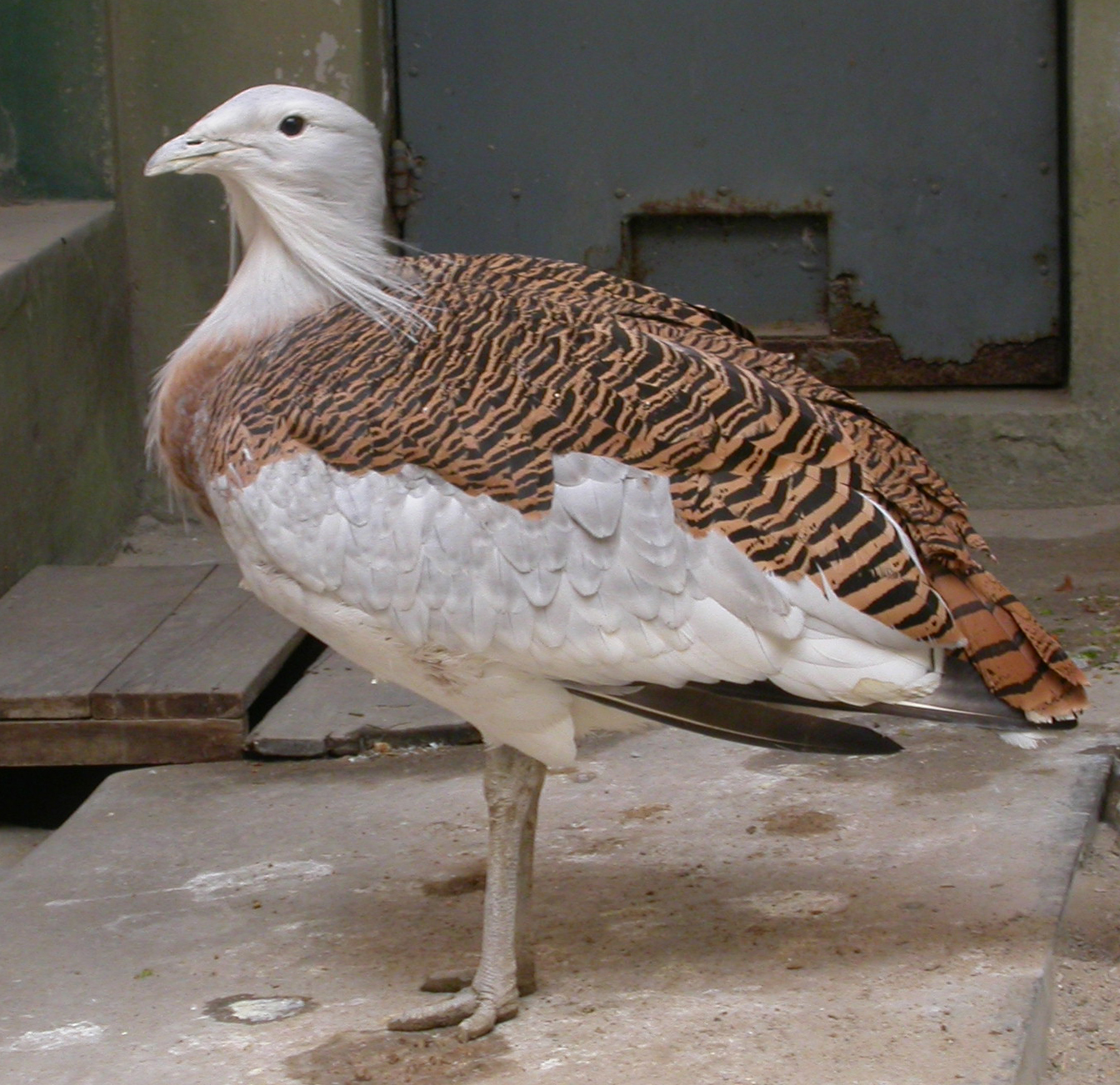
Großtrappe (Otis tarda)

Die intensiven Schutzmaßnahmen der Bruträume mit großflächig extensiver Landnutzung und angepassten Bewirtschaftungskonzepten haben in den drei Brandenburgisch/Sachsen-Anhaltischen Trappenschutzgebieten (neben den Landschaftswiesen Gebiete im Fiener Bruch und im Havelländischen Luch) zwischen 1955 und 2005 fast zu einer Verdoppelung des Bestandes von 55 auf 100 Exemplare geführt. In den Belziger Landschaftswiesen liegt die Zahl laut Auskunft von Norbert Eschholz, Leiter der staatlichen Vogelschutzwarte in Baitz, im März 2006 bei 37 Vögeln mit weiter steigender Tendenz. Diese Zahlen sind allerdings momentan nur unter Zuhilfenahme der künstlichen Bebrütung zu erreichen.

### Wachtelkönig
Zu Beginn des 21. Jahrhunderts kehrte mit dem Wachtelkönig (Crex crex; auch Wiesenralle) ein in einigen Staaten Mitteleuropas vom Aussterben bedrohter und weltweit bedrohter Vogel in die Belziger Landschaftswiesen zurück. Nachdem die maschinelle Mahd des Niederungsgebietes den Vogel völlig verdrängt hatte, findet er inzwischen seine überlebensnotwendigen dicht bewachsenen Deckungsinseln und ein ausreichendes Nahrungsangebot im Urstromtal wieder. Pflege- und Schutzmaßnahmen für diese sehr seltene Rallenart gehören seither zu den Prioritäten der Naturschutzstation Baitz.
|  |
|  |
|  |
|  |
|  |
|  |
|  |

### Weitere Vogelarten
Eher zu Gesicht bekommt man in den Feuchtwiesen den Schnepfenvogel Bekassine (Gallinago gallinago).
Weiter kommen vor: Große Brachvogel (Numenius arquata), Schilfrohrsänger (Acrocephalus schoenobaenus), Eisvögel (Alcedo attis), Ziegenmelker (Caprimulgus europaeus), Flussregenpfeifer (Charadrius dubius), Grauammer (Emberiza calandra), Raubwürger (Lanius excubitor), Goldregenpfeifer (Pluvialis apricaria), Bruchwasserläufer (Tringa glareola), Waldwasserläufer (Tringa ochropus), Wiedehopf (Upupa epops) und  Kiebitz (Vanellus vanellus), dessen Männchen beim Balzflug im Frühjahr akrobatische Flugmanöver mit seitlich kippenden Sturzflügen vollbringt. Es wirft sich laut rufend in der Luft hin und her und trudelt senkrecht zu Boden.
Im Winterhalbjahr gesellen sich Watvögel und Tausende nordische Gänse auf der Rast hinzu, die zum Teil im oben wiedergegebenen Auszug der Naturschutzgebietsverordnung benannt sind. Ausgestorben sind von den ehemaligen Bewohnern der Belziger Landschaftswiesen Birkhuhn (Lyrurus tetrix), Sumpfohreule (Asio flammeus), Kornweihe (Circus cyaneus) und Rotschenkel (Tringa totanus). Dagegen konnten dank eines Wiederansiedelungsprogramms für den in den 1970er Jahren ausgestorbenen Steinkauz (Athene noctua) neue Brutnachweise erbracht werden. Auch das metallisch-monotone „zi zi zi rideriderit“ der Grauammer (Emberiza calandra; Miliaria calandra) ist wieder öfter zu hören.

## Fauna der Gewässer, Säugetiere und Insekten
Verbunden mit dem kontinental getönten Klima bringen die unterschiedlichen Biotope und Zonen der Belziger Landschaftswiesen – über die Vogelwelt hinaus – eine vielfältige Fauna hervor. Die folgende Darstellung beschränkt sich im Wesentlichen auf das Vorkommen der nach den entsprechenden Richtlinien „besonders geschützten“ oder „streng geschützten“ Arten.

### Fische und Rundmäuler
Aufgrund des nährstoffarmen Wassers mit hoher Fließgeschwindigkeit finden sich in den Bächen Arten, die für Fließgewässer im Flachland eher ungewöhnlich sind. Insgesamt sind 19 verschiedene Fischarten nachgewiesen, von denen 13 auf der Roten Liste Brandenburgs stehen. Zu den „streng geschützten“ Arten zählen der Gründling (Gobio gobio) aus der Familie der Karpfenfische, ferner die „fettige“ Bachschmerle (Noemacheilus barbatulus) mit ihrem hohen Nährwert („schmerl“ Mittelhochdeutsch = fettig) und der Neunstachlige Stichling (Pungitius pungitius) oder Zwergstichling, der hier seine bevorzugten Kleingewässer vorfindet.
Heimisch in den Wiesengewässern sind ferner der Schlammpeitzger (Misgurnus fossilis) und der im fortgeschrittenen Alter räuberische Rapfen (Aspius aspius). Im Flüsschen Plane lebt mit der Bachforelle (Salmo trutta forma fario) ein weiterer räuberischer Süßwasserfisch. Wie die Forelle liebt auch das „stark gefährdete“ und einzige in Deutschland stationär lebende Rundmaul (Cyclostomata), das Bachneunauge (Lampetra planeri), klare Bäche. Die geschlüpften und noch augenlosen Larven („Querder“) vergraben sich drei bis vier Jahre im Sand und nur das ins Wasser ragende Maul ist in diesem Stadium wahrzunehmen.

### Krebse und Kröten
Vereinzelt gräbt auch wieder der größte in europäischen Gewässern heimische Krebs in den Uferböschungen der Plane seine Wohnhöhlen. Der bis zu 20 cm große Edelkrebs oder Europäische Flusskrebs (Astacus astacus) erreicht ein Alter zwischen 15 und 20 Jahren. Von den 50 bis 400 Eiern, die das Weibchen bis zu 26 Wochen unter dem eingeschlagenen Hinterleib trägt, entwickeln sich dank der Räuber und weiterer Feinde allenfalls 10–20 % zum Jungkrebs. Verschiedene Vertreter der Wirbellosen ergänzen die Bachfauna.
Aus der Gattung der Echten Kröten kommt im Naturschutzgebiet die nach der Bundesartenschutzverordnung (BArtSchV) besonders geschützte Kreuzkröte (Bufo calamita), ein Froschlurch, vor. Der spezifische Biotopverbund der Belziger Landschaftswiesen mit kleinflächigen Binnendünen und Nassflächen kommt ferner den Lebensraumbedürfnissen der Knoblauchkröte (Pelobates fuscus), ebenfalls ein Froschlurch und „besonders geschützt“, entgegen. Die erwachsenen Kröten sind weitgehend bodenbewohnende Landtiere, die lediglich in der Laichzeit Feuchtbiotope benötigen. In den sandig-lehmigen Böden des Urstromtals graben die Tiere mittels ihrer Fersenhöcker-„Schaufeln“ an den Hinterfüßen bis zu 60 cm tiefe Höhlen aus.

### Säugetiere und Insekten

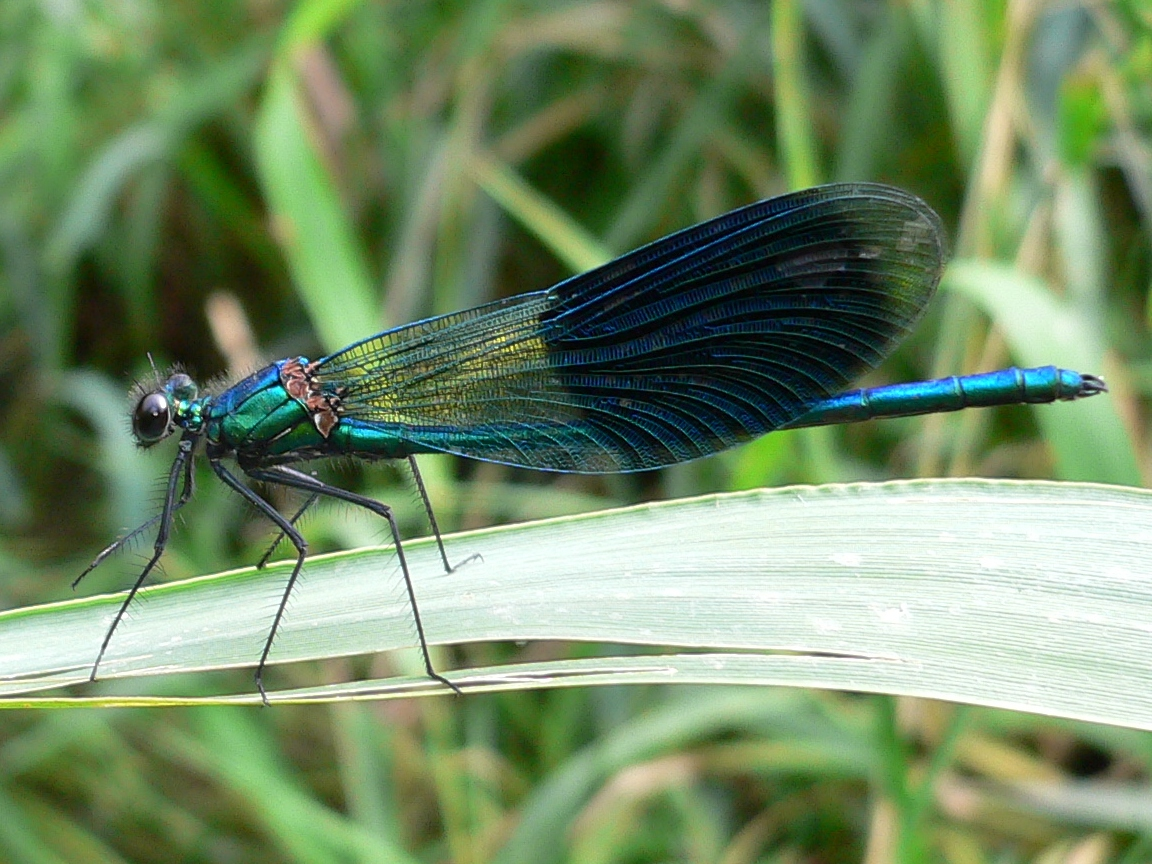
Gebänderte Prachtlibelle
(Calopteryx splendens)

Die Jagd auf den Rotfuchs (Vulpes vulpes) wurde nach Darstellung von Jochen Bellebaum aufgrund seiner Bedrohung für die Wiesenbrüter bereits in den 1990er Jahren mit hohen Abschussprämien gefördert. Dennoch sind die Bestände wie oben angeführt in den Landschaftswiesen immer noch so hoch, dass der Fuchs nach wie vor eine starke Gefährdung für die Trappen darstellt und im Naturschutzgebiet weiter bejagt wird. Auch der Marderhund (Nyctereutes procyonoides) wurde bei vereinzeltem Auftreten in den Landschaftswiesen bejagt. Unter den Schutzstatus „Streng geschützt“ fallen hingegen Mauswiesel (Mustela nivalis) und Iltis (Mustela putorius). Der gleichfalls streng geschützte Fischotter (Lutra lutra) findet sich noch sehr vereinzelt und die Ansiedlung des Bibers (Castor fiber) gehört zu einem der Entwicklungsziele der Naturschutzverordnung. Rehe (Capreolus capreolus) sowie Mäuse (Mus) und weitere Kleinsäuger ergänzen die Klasse der Mammalia.
Von der übrigen artenreichen Fauna stechen in den Belziger Landschaftswiesen noch drei „streng geschützte“ Insekten besonders heraus, die Feldgrille (Gryllus campestris) und die beiden Libellen Gebänderte Prachtlibelle (Calopteryx splendens) und Gemeine Keiljungfer (Gomphus vulgatissimus). Die Großlibelle Keiljungfer gehört mit ihrer Flügelspannweite von 6 bis 7 Zentimetern zu den ersten Libellen des Frühjahrs und steckt an der Plane, am Belziger/Fredersdorfer sowie Baitzer Bach Reviere von 10 bis 20 Metern Länge ab.

## Naturereignis: Massenschlafplatz von Rohrweihen
Mit der Einbindung in den Biotopverbund der Havel-Nuthe-Nieplitz-Bereiche, in das Europäische Vogelschutzgebiet, in die nordwestlich und östlich anschließenden Niederungsbereiche im Baruther Urstromtal und in den Naturpark Hoher Fläming bilden die Belziger Landschaftswiesen eine weiträumig verflochtene Naturlandschaft, die bereits heute vielversprechende Entwicklungen und Renaturierungen aufweist. Der projektierte Naturpark Baruther Urstromtal, der talaufwärts östlich von Luckenwalde entstehen soll, wird weiter dazu beitragen, dass bedeutsame Ereignisse wie im Sommer 1999 im Kultur- und Naturraum Fläming/Havelland zur Regel werden. Hier kam es erstmals in der jüngeren Naturgeschichte der Landschaftswiesen zu einem herausragenden Massenschlafplatz von Rohr- und Wiesenweihen. Laut einem Bericht von Torsten Ryslavy ergaben Zählungen 108 Rohr- (Circus aeruginosus) und 18 Wiesenweihen (Circus pygargus) – eine bemerkenswerte Größenordnung für die europaweit besonders geschützten und in Deutschland vom Aussterben bedrohten Greifvögel.

Szenerie in der Nähe von Baitz, im Hintergrund links der Hohe Fläming

### Fachspezifische Aufsätze zu den Landschaftswiesen
- Jochen Bellebaum: Fuchs und Marderhund in Brandenburgs Feuchtgebieten – Ergebnisse aus den 1990er Jahren. In: Naturschutz und Landschaftspflege in Brandenburg. Jg. 11, Heft 2, 2002, S. 200–204.
- Ute Dopichay: Zustandsbeschreibung ehemaligen Intensivgrünlandes in den Belziger Landschaftswiesen mit Hinweisen zu Pflegemaßnahmen. In: Naturschutz und Landschaftspflege in Brandenburg. Jg. 8, Heft 2, 1999, S. 64–72.
- Norbert Eschholz: Großtrappen (Otis: TARDA L, 1758) in den Belziger Landschaftswiesen. In: Naturschutz und Landschaftspflege in Brandenburg. Jg. 5, Heft 1, 1996, S. 37–40.

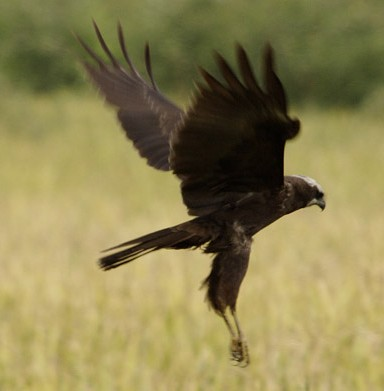
Rohrweihe (Circus aeruginosus)
beim Landen auf einem Feld

- H. Meckelmann, Norbert Eschholz: Zehn Jahre Naturschutzstation Baitz. In: Naturschutz und Landschaftspflege in Brandenburg. Jg. 9, Heft 3, 2000, S. 114.
- Torsten Ryslavy: Herausragender Massenschlafplatz von Rohr- und Wiesenweihen im Europäischen Vogelschutzgebiet (SPA) Belziger Landschaftswiesen im Jahr 1999. In: Naturschutz und Landschaftspflege in Brandenburg. Jg. 9, Heft 4, 2000, S. 136–139.
- Bärbel Litzbarski: Das Europäische Vogelschutzgebiet (SPA) Belziger Landschaftswiesen. In: Naturschutz und Landschaftspflege in Brandenburg. Jg. 7, Heft 3, 1998, S. 182–184. (enthält eine Bestandstabelle)

### Weitere benutzte Literatur
- Jan Feustel: Zwischen Wassermühlen und Sumpfwäldern, Ein Reise- und Erlebnisführer in das Baruther Urstromtal. Hendrik Bäßler Verlag, Berlin 1999, ISBN 3-930388-11-1, siehe unter anderem Seiten 163ff
- Theodor Fontane: Wanderungen durch die Mark Brandenburg. Teil 3: Havelland. 1. Auflage. 1873. (Zitat nach der Ausgabe Nymphenburger Verlagshandlung, München 1971, ISBN 3-485-00293-3, Zitat Mönche Lehnin S. 38)
- L. Lippstreu, N. Hermsdorf, A. Sonntag: Geologische Übersichtskarte des Landes Brandenburg 1 : 300.000. Potsdam 1997. (Erläuterungsteil auf der Rückseite)
- Carsten Rasmus, Bettina Klaehne: Erlebnisführer Naturparks in Brandenburg: Ausflüge zu Fuß und mit dem Rad durch die Naturparks, Biosphärenreservate und den Nationalpark Unteres Odertal. KlaRas-Verlag, Berlin 2000, ISBN 3-933135-05-2, S. 50f.
- Paul Quade: Das Amt Belzig. In: Pestalozzi-Verein der Provinz Brandenburg (Hrsg.): Die Provinz Brandenburg in Wort und Bild. Verlag von Julius Klinkhardt, Berlin 1900, S. 437–444, Zitat S. 443.
- Stephan Warnatsch: Geschichte des Klosters Lehnin 1180–1542. (= Studien zur Geschichte, Kunst und Kultur der Zisterzienser, Band 12.1). Lukas Verlag, Berlin 2000, ISBN 3-931836-45-2, S. 245. (Zugleich: Berlin, Freie Universität, Dissertation, 1999)
- … (ebenso), Regestenverzeichnis. … Band 12.2 … ISBN 3-931836-46-0 Zitat: Eintrag Nr. 101, 1251, August 6